# Phillip Lockett
Phillip Lee Lockett (Livingston, 29 luglio 1959) è un ex cestista statunitense, professionista in Francia.
È il padre del cestista Phillip Dominique Lockett.

## Carriera
È stato selezionato dai Portland Trail Blazers al terzo giro del Draft NBA 1982 (66ª scelta assoluta).